# Gara Razdelna
Gara Razdelna (în bulgară Железопътна гара Разделна) este o gară care deservește satul Razdelna, Bulgaria.
Format:Lista stațiilor de pe Magistrala BDZ 3